# メトロノームエッグ
『メトロノームエッグ』は、声優の中原麻衣の2作目のオリジナルアルバム。2008年6月25日にLantisから発売された。

## 解説
フルアルバムとしては前作『ミニシアター』から実に約3年ぶりとなる。前作までは作家陣にrino（CooRie）及びゆうまおが半数を占めていたが、本作からはmarbleが参加している。
タイトルは「メトロノーム」と「タマゴ」を掛けた造語である。

## 収録曲
1. アエラの風  [3:53]
作詞：micco、作曲・編曲：菊池達也
2. ふたりぼっち  [4:04]
作詞・作曲：rino、編曲：大久保薫
  - インターネットラジオ『たくろあ航海日誌』テーマソング
3. キミ*ラボ [4:29]
作詞・作曲：rino、編曲：菊谷知樹
4. タイムラグ [5:18]
作詞・作曲：ゆうまお、編曲：大久保薫
5. アネモネ [4:09]
作詞・作曲：micco、編曲：菊池達也
  - テレビアニメ『かみちゃまかりん』第1期エンディングテーマ

marbleがアルバム『虹色ハミング』にてセルフカバーしている。
6. メリーゴーランド [4:20]
作詞・作曲：micco、編曲：菊池達也
7. かげうつし [4:13]
作詞：中原麻衣、作曲：rino、編曲：末廣健一郎
8. Twinkle [4:07]
作詞：micco、作曲・編曲：菊池達也
9. モノクローム [4:27]
作詞・作曲：rino、編曲：大久保薫
  - テレビアニメ『タクティカルロア』エンディングテーマ
10. 漣の声 [4:21]
作詞：micco、作曲・編曲：菊池達也